# Il divorzio (Alfieri)
Il divorzio è l'ultima commedia di Vittorio Alfieri che scrisse verso il 1800.
Si tratta di una commedia di satira morale. È la più lunga tra tutte le opere teatrali di Alfieri. L'autore scrisse: «Se non mi fossi allacciato di continuo scrivendola, coll'annotarne ed economizzarne i versi, tanta è la piena del ridicolo, che dà il soggetto, che in vece dei millesettecento versi, non mi sarei forse saziato di tre mila».

## Trama
Agostino Cherdalosi, patrizio genovese, sarebbe uomo d'indole onesta, ma la soverchia avarizia lo rende odioso alla moglie Annetta, donna scostumata e superba, che si crede bella, colta, vivace. La figliuola Lucrezia è avvenente, ma civetta, mal educata, disamorata e di pessimo carattere; seguendo le orme della madre, amoreggia con tutti coloro che capitano in casa sua, ma preferisce agli altri il conte Ciuffini, letterato di scarsa fama, che è però il primo cavaliere servente di Annetta, la quale non si accorge di nulla. Intorno a costoro si muovono altri personaggi secondari: il cavalier Piantaguai, una sorta di parassita; e il prete di casa; don Tramezzino, incaricato di educare la figlia del padrone e che invece di insegnarle a scrivere, l'aiuta negli intrighi amorosi. Un avvocato disonesto ed un medico dello stesso stampo chiudono la schiera dei frequentatori di casa Cherdalosi.
Assai diversamente si governa la famiglia Benintendi, della quale è capo Settimio, uomo maturo che ha molto viaggiato, per abitudini, costumi e principi diversissimo dalla comune dei suoi pari. Con paterno affetto e sollecitudine egli ha educato l'unico figlio Prospero, giovinetto di ottima indole, ricco di pregi fisici e morali. Prospero, recandosi talvolta in casa Cherdalosi, rimase colpito dalla bellezza di Lucrezia, che con poche moine facilmente riuscì a conquistare il cuore dell'ingenuo, il quale, vedendo avvicinarsi il tempo fissato dal padre per intraprendere un viaggio di qualche anno attraverso l'Europa, è ora  disperato e non osa svelare a Settimio il suo amore, dubitoso com'è che Lucrezia non gli corrisponda. Ma costei, che aspira a prender marito presto per fare a suo modo, viste le irresolutezze di Prosperino, gli dà il colpo di grazia, mandandogli un biglietto in cui gli si svela l'amante e lo prega di non partire. Prospero, accecato dalla passione, non s'accorge dell'esagerazione e quindi della falsità dei sentimenti espressi da Lucrezia: ben se n'accorge invece Settimio, a cui il figliuolo mostra la lettera, chiedendo di sospendere il viaggio e di poter sposare la fanciulla. Il padre, che conosce costei e la famiglia, cerca di aprirgli gli occhi; ma non riuscendovi, lascia libertà al figlio di far come gli piace.
Questi non vuol frapporre indugi, e Settimio, sperando che gli avvenimenti gli debbano dare ragione, si piega a recarsi in casa Cherdalosi ed a domandare per Prospero la mano della fanciulla. La richiesta è accettata da tutti con gioia; ma passato il primo momento di compiacenza, Annetta si dà premura d'avvertire la figlia che il suocero non le permetterà di far troppo a suo modo e che dovrà assoggettarsi a molti sacrifici. La fanciulla, che sposava Prospero per poter fare e disfare liberamente, si conturba e si pente d'avere legata con troppa sollecitudine la sua parola. Ma v'è altro: il Ciuffini, innamorato di Lucrezia, e che l'avrebbe vista senza dispiacere maritata ad un uomo maturo, non può sopportare il pensiero che essa sposi un bel giovinetto quale il Benintendi, di cui presto o tardi finirà ad innamorarsi. Spesso Ciuffini e Lucrezia parlano tra loro del loro amore in presenza di Don Tramezzino senza che questi se ne renda conto. Lucrezia, che pensava dopo aver sposato Prospero di poter frequentare liberamente il Ciuffini, promette a quest'ultimo di non mantenere fede all'impegno.
Né manca alla promessa. Prospero, che giunge poco dopo più innamorato che mai, è da lei accolto con freddezza strana; egli se n'adonta: ella lo maltratta e, scambiate poche, ma acerbe parole, gli annunzia tutto esser finito fra loro, indi si ritira. A strappare il povero amante allo stordimento in cui lo ha gettato la indegna condotta di Lucrezia sopraggiungono il padre e l'amico Warton. Informati dell'avvenuto, ne esultano e tosto sollecitano il giovane a fuggir da quella casa promettendogli di narrargli vita e miracoli della sua futura. A costei fa mestieri affrontare l'ira di Agostino, il quale non riesce a comprendere perché le nozze che parevano tanto desiderate dai due giovani, siano così repentinamente rotte. Le scuse che trova Lucrezia non lo persuadono; sospettando, e non a torto, che gli si voglia nascondere qualche brutto intrigo, va sulle furie e minaccia di chiudere madre e figlia in un convento.
Ma Annetta, avvezza da trent'anni a menare per il naso il marito, non si sgomenta: anzi, per calmarne lo sdegno e imporre in pari tempo silenzio alle cattive lingue, propone alla figliola di accettare la mano di sposo dal signor Fabrizio Stomaconi, che di lei è da tempo invaghito. Il partito ripugna un poco a Lucrezia: lo Stomaconi è vecchio, brutto, sdentato, però ricco e bonario: meglio insomma sposar lui che entrare in convento! Le nozze son quindi tosto decise; lo Stomaconi pare fuor di sé per la gioia: Agostino si placa, accorgendosi che senza sborsare una grossa dote, collocherà onorevolmente la ragazza: Annetta è a sua volta lietissima, perché, a suo senno, prepara la scritta nuziale che assicura a Lucrezia denari e piena libertà. I capitoli son letti ed approvati da tutti, fuorché da Agostino, il quale li trova indecorosi per il marito. Ma costui, se ha i denti guasti, ha buono lo stomaco; e contento lui, contenti tutti. La sposa è invitata, esercitando un diritto concessole dal contratto, a far noto chi scelga per suo primo cavalier servente, ed essa nomina il Ciuffini, Lo stupore e la collera della madre a questo annuncio sono indescrivibili; la festa è turbata dai suoi furori: ognuno si ritira, ed Agostino, rimasto solo, sfoga in un'acerbissima invettiva l'accolto sdegno contro la corruzione del proprio tempo, corruzione che esso vitupera, pur riconoscendosi impotente a reprimerla: